# Zsuzsanna Pálffy
Zsuzsanna Pálffy, född 26 december 1970 i Vác i Ungern, är en ungersk före detta handbollsspelare (högersexa).

## Karriär
Pálffys första seniorklubb var Ferencváros TC (FTC ) i Budapest som hon började spela för 18 gammal. Hon stannade tre år i klubben. 1991 började hon spela för Debreceni VSC. Hon spelade under två år för klubben och gjorde 56 matcher för i högsta ligan och gjorde 143 mål. Hon spelade sedan för Dunaferr SE från 1993 till 2005 . Dunaferr var en toppklubb i Europa under dessa år. Med Dunaferr vann hon cupvinnarcupen i handboll 1995 EHF-cupen 1998 och året efter EHF Champions League. Hon vann också inhemska titlar i mästerskap och cup.

## Landslagskarriär
Zsuzsanna Pálffy började spela i det ungerska landslaget 1999 och var med och vann EM-guld i Rumänien 2000. Hon deltog senare också vid Olympiska sommarspelen 2004 där hon placerade sig på femte plats med det ungerska landslaget. Hon har spelat 26 landskamper och gjort 47 mål i landslaget under två perioder 1999–2001 och 2003–2004.